# Área micropolitana de Hilton Head Island-Beaufort
El área micropolitana de Hilton Head Island-Beaufort,  y oficialmente como Área Estadística Micropolitana de Hilton Head Island-Beaufort, SC µSA  por la Oficina de Administración y Presupuesto, es un Área Estadística Micropolitana centrada en el pueblo de Hilton Head Island y la ciudad de Beaufort en el estado estadounidense de Carolina del Sur. El área micropolitana tenía una población en el Censo de 2010 de 187.010 habitantes, convirtiéndola en la 3.º área metropolitana más poblada de los Estados Unidos. El área micropolitana de Hilton Head Island-Beaufort comprende los condados de Beaufort y Jasper, siendo Beaufort la ciudad más poblada.

## Composición del área micropolitana
- Lugares con más de 30.000 habitantes
  - Hilton Head Island (Principal ciudad)

- Lugares entre 10.000 a 30.000 habitantes 
  - Beaufort (Principal ciudad)

- Lugares entre 5.000 a 10.000 habitantes
  - Burton (lugar designado por el censo)
  - Laurel Bay (lugar designado por el censo)

- Lugares con menos de 5.000 habitantes
  - Bluffton
  - Hardeeville
  - Parris Island (lugar designado por el censo)
  - Port Royal
  - Ridgeland
  - Shell Point (lugar designado por el censo)
  - Yemassee (parcial)